# 氷川神社 (足立区千住仲町)

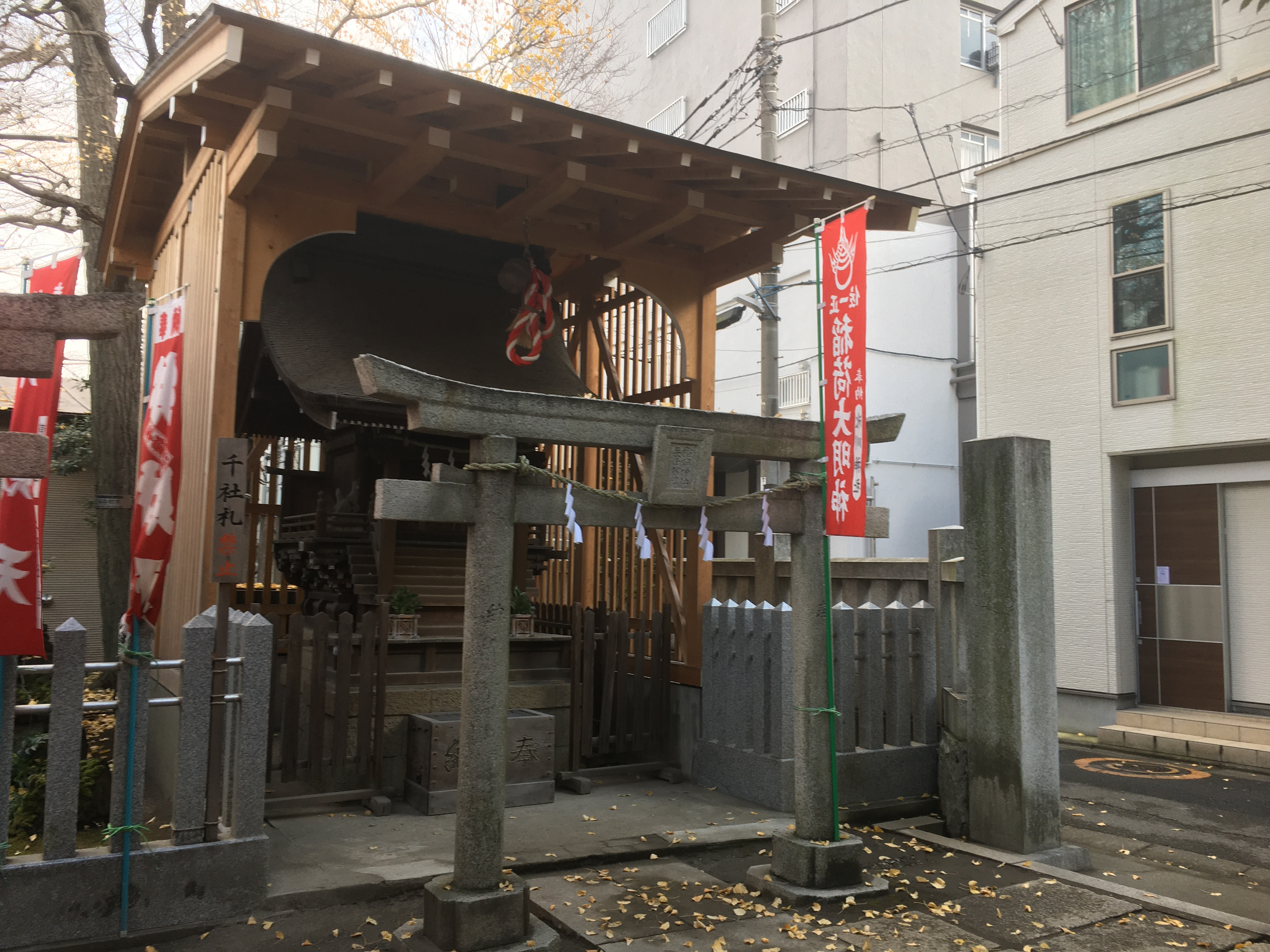
稲荷神社・三峯神社

氷川神社（ひかわじんじゃ）は東京都足立区の神社。地名を冠して仲町氷川神社（なかちょうひかわじんじゃ）とも称される。

## 概要
延喜年間（901年～923年）に創建された。元々は現在地よりも南東にあったが、1616年（元和2年）に現在地に移転した。
境内には、摂末社として「関屋天満宮」がある。元々は今の千住関屋町にあった神社であったが、後に氷川神社の境内に移されたという。

## 交通アクセス
- 北千住駅より徒歩8分。